# 图隆阿贡县
图隆阿贡县是印度尼西亚东爪哇省的一个县。首府图隆阿贡，亦是其最大城市。
该县面积1,055.65（655.95英里），2015年时共有人口1040490人。人口中信奉伊斯兰教的居民占97.37%、新教1.57%、天主教0.76%、佛教0.23%、印度教0.07%。